# Francisco Gabica

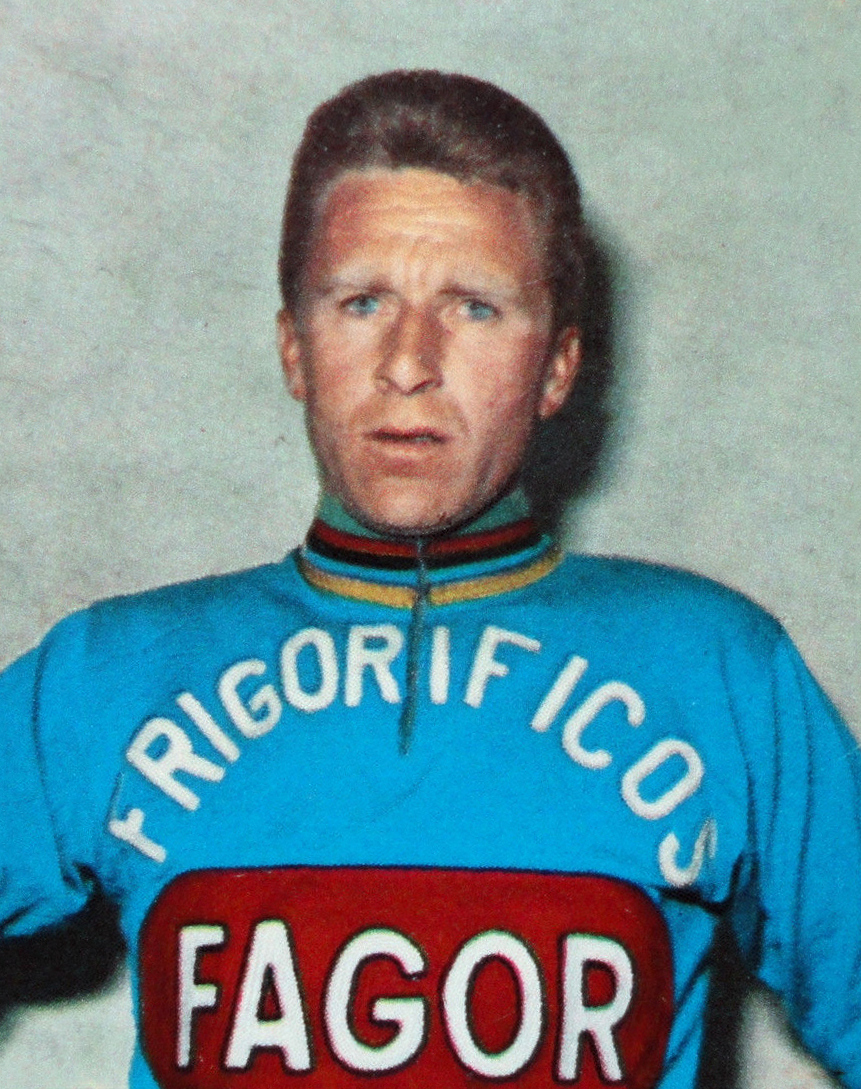
Francisco Gabica

Francisco Gabica, bürgerlich Francisco Gabikagogeaskoa Ibarra (* 31. Dezember 1937 in Ispáster, Spanien; † 7. Juli 2014 in Bilbao) war ein aus dem Baskenland stammender spanischer Profi-Radrennfahrer.

## Karriere
Als Amateur wurde er 1961 Zweiter der Tour de l’Avenir hinter Guido De Rosso.
Sein bedeutendster Erfolg als Radprofi ist der Gesamtsieg bei der Spanienrundfahrt 1966. Im Jahre 1968 konnte er bei der Spanienrundfahrt die Bergwertung für sich entscheiden. In der Tour de France 1965 gewann er die Sonderwertung Souvenir Henri Desgrange.

## Wichtige Erfolge
- 1964: Eine Etappe beim Critérium du Dauphiné Libéré
- 1966: Eine Etappe beim Critérium du Dauphiné Libéré
- 1966: Gesamtklassement Spanienrundfahrt mit einem Etappensieg (15. Etappe)
- 1967: 17. Etappe Italienrundfahrt
- 1968: Erster der Bergwertung an der Spanienrundfahrt